# Сагайдак, Иван Александрович
Иван Александрович Сагайдак (род. 13 сентября 1996, Саратов, Россия) — российский боксёр-любитель, выступающий в тяжёлой и в супертяжёлой весовых категориях. Мастер спорта России международного класса, член национальной сборной России, серебряный призёр чемпионата мира среди военнослужащих (2021), чемпион России (2019), бронзовый призёр чемпионата России (2018), многократный чемпион и призёр международных и национальных турниров в любителях.

## Биография
Родился 13 сентября 1996 года в Саратове, в России.
Выступает за клуб ЦСКА, служит в спортивной роте, и носит воинское звание «старший лейтенант».

## Любительская карьера

### 2016—2018 годы
В ноябре 2016 года участвовал в чемпионате России в Оренбурге, в весе до 91 кг, где он в первом раунде соревнований по очкам (3:0) победил опытного Сослана Асбарова, затем в 1/8 финала соревнований по очкам (3:0) победил Антона Зайцева, но в четвертьфинале по очкам (0:3) проиграл опытному Садаму Магомедову, — который в итоге стал чемпионом России 2016 года.
В октябре 2017 года участвовал на взрослом чемпионате России проходившем в городе Грозный в весовой категории до 91 кг, где в первом раунде соревнований победил Даниэля Лутая, в 1/8 финала по очкам победил Тимура Пашалиева, но в четвертьфинале соревнований единогласным решением судей проиграл Илье Квасникову — который в итоге стал серебряным призёром чемпионата России 2017 года.
В октябре 2018 года завоевал бронзовую медаль в категории до 91 кг на чемпионате России в Якутске, где в четвертьфинале соревнований победил Владислава Иванова, но в полуфинале проиграл Садаму Магомедову — который в итоге стал серебряным призёром чемпионата России 2018 года.

### 2019—2021 годы
В ноябре 2019 года стал чемпионом России в категории до 91 кг на чемпионате России в Самаре, где в полуфинале победил Магомедмурада Арсланбекова, а в финале победил Владислава Иванова.
В начале декабре 2020 года в Оренбурге участвовал на чемпионате России в категории до 91 кг, где претендовал в состав национальной сборной участвовать в квалификационном отборочном турнире на Олимпийские игры в Токио. На чемпионате он прошёл 1/8 финала из-за неявки Михаила Гиоргадзе, но в четвертьфинале раздельным решением судей (2-3) проиграл Алексею Зобнину, — который в итоге стал серебряным призёром чемпиона России 2020 года.
В конце сентября 2021 года стал серебряным призёром на 58-м чемпионате мира среди военнослужащих в Москве (Россия) проведённого под эгидой Международного совета военного спорта, в финале раздельным решением судей (2:3) проиграв казаху Абзалу Куттыбекову.

## Спортивные результаты

### В любителях
- Чемпионат России по боксу 2018 года — ;
- Чемпионат России по боксу 2019 года — ;
- Чемпионат мира по боксу среди военнослужащих 2021 года — .